# Yalambar

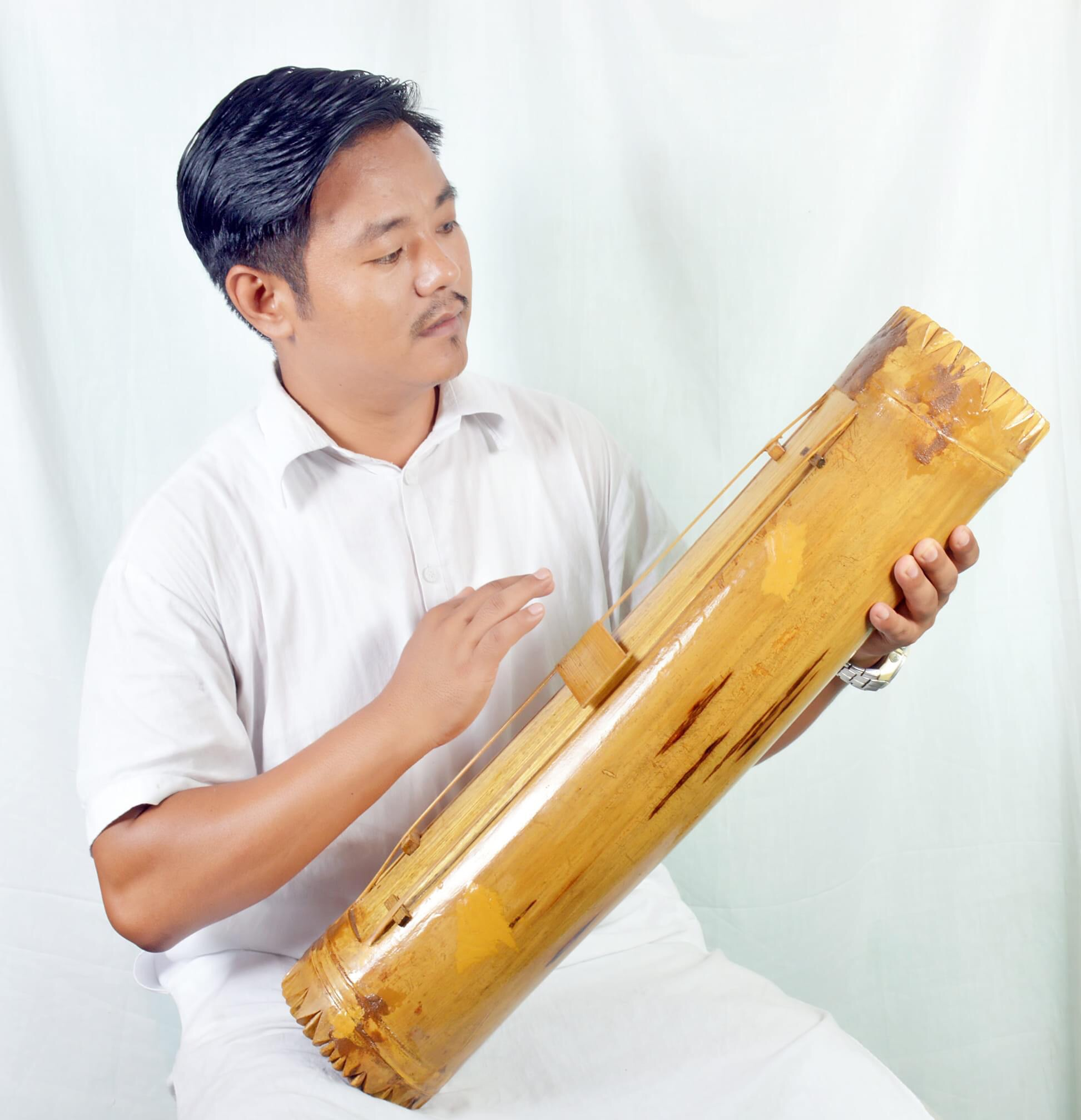
Typische Spielhaltung der yalambar

Yalambar (Nepali यलम्बर), auch yalambara, yalamber, yalambar baja (यलम्बर बाजा, „Yalambar-Musikinstrument“), ist eine zweisaitige Bambusröhrenzither, die von mehreren tibetobirmanische Sprachen sprechenden Ethnien, die als Kiranti (Kirati) bekannt sind, in den östlichen Himalayaregionen von Nepal, Sikkim, Bhutan und Nordostindien gespielt wird.

## Herkunft und Verbreitung
Bei einer Bambusröhrenzither sind die beiden funktionellen Elemente eines Saiteninstruments, ein Saitenträger, über den die Saiten gespannt werden, und ein Resonanzkörper zur Klangverstärkung, in der Bambusröhre vereint. Bei idiochorden Bambusröhrenzithern werden eine oder mehrere Saiten aus der oberen Schicht der Röhre herausgetrennt, weshalb diese zusammen mit Musikbögen die einfachsten und ältesten Saiteninstrumente bilden. Auf den Malaiischen Inseln gehören idiochorde Bambusröhrenzithern zu den typischen Musikinstrumenten der Proto-Malaiien, also zur ältesten, steinzeitlichen Einwandererschicht. Vermutlich entwicklungsgeschichtlich noch älter sind lediglich die in frühen Zeiten in Südostasien vorkommende Erdzither und der Musikbogen mit einer stammeigenen Saite etwa aus einer Blattrippe. Hiervon abgeleitet sind auch idiochorde Halbröhrenzithern aus einem längs gespaltenen Bambusrohr, die auf der ostindonesischen Insel Flores und in Kamerun beobachtet wurden. Idiochorde Bambusröhrenzithern werden bis heute in traditionellen Musikformen in Südostasien (guntang auf Bali, tanggetong bei den Batak auf Sumatra, tangkongan im malaysischen Bundesstaat Sabah, kolitong auf den Philippinen, cing boong rlaa im Bergland von Vietnam) gespielt und haben sich von dort bis Nordostindien (chigring in Meghalaya und gintang in Assam) und darüber hinaus nach Nepal und vereinzelt zu Scheduled Tribes in Zentralindien verbreitet (bhuyabaja im Distrikt Bastar).
Der Ursprung der weiterentwickelten fremdsaitigen (heterochorden) Bambusröhrenzithern wird ebenfalls im Malaiischen Archipel angenommen. Anstelle der früher verwendeten Rattanfasern für die mehrsaitigen Röhrenzithern werden heute Metallsaiten aufgespannt (sasando auf der indonesischen Insel Roti, nach Madagaskar verbreitet als valiha).

## Bauform

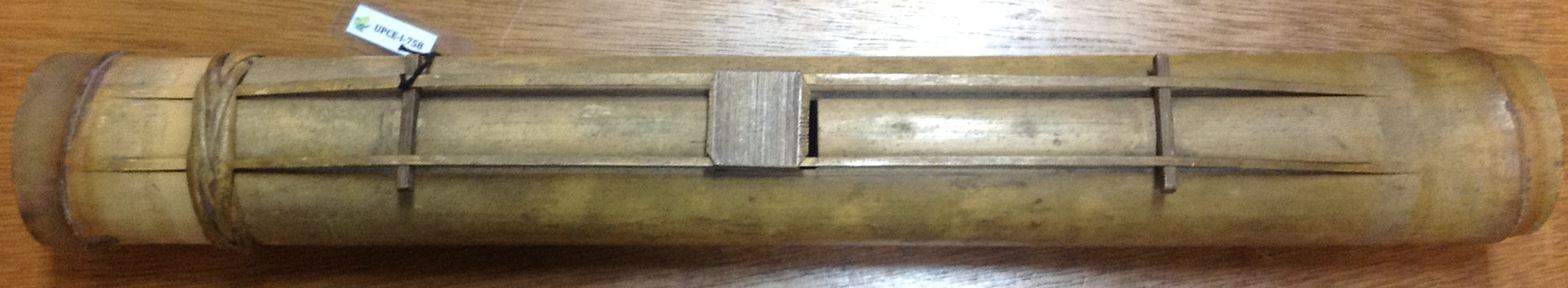
Philippinische takumbo

Die Klassifizierung als idiochorde Röhrenzither in der Hornbostel-Sachs-Systematik (312.11) basiert auf der Tonerzeugung durch die beiden Saiten, die ihre Schwingungen auf die Resonanzröhre übertragen. Die beiden Saiten werden mit den Fingern gezupft, weshalb die yalambar auch spieltechnisch einem typischen Saiteninstrument und außerdem der Gruppe der mehrsaitigen, als Melodieinstrument verwendeten Röhrenzithern entspricht.
Hiervon wird eine zweite Gruppe von ein- oder zweisaitigen Bambusröhrenzithern unterschieden, deren Saiten mit einem Stöckchen rhythmisch geschlagen werden. Die frühere Klassifizierung dieser Gruppe als „Trommelzithern“ ist ähnlich irreführend wie die Bezeichnung der bis heute sogenannten Schlitztrommeln, die auch keine Membranophone sind (zu beider Herkunft siehe Guntang). Eine heutige Einordnung ist „parallelsaitige Röhrenzithern“ (parallel-stringed tube zithers). Zu dieser zweiten Gruppe gehören unter anderem die gumbeng auf Java und mehrere Varianten auf den Philippinen, die aus einem rund 40 Zentimeter langen, dicken Bambusrohr bestehen, das an beiden Enden geschlossen ist. Regionale philippinische Namen sind unter anderem tambi, tabenbbeng, kudlong und takumbo. Weitere geschlagene „Trommelzithern“ mit zwei Saiten sind von mehreren indonesischen Inseln bekannt. Die chigring und die gintang in Nordostindien gehören ebenfalls hierzu. Die guntang auf Bali ist eine geschlagene Bambusröhrenzither mit nur einer Saite.
Obwohl die yalambar gezupft wird, steht sie mit diesen geschlagenen Bambusröhrenzithern durch ein besonderes Merkmal in Verbindung, das ansonsten nur bei jener Gruppe, aber nicht bei den gezupften Röhrenzithern vorkommt: ein über einem Loch in der Röhrenmitte zwischen die Saiten eingeklemmtes flaches Bambusplättchen, das beim Anschlagen der Saiten als Klangverstärker dient. Am engsten ist die Verwandtschaft der yalambar zur takumbo und den entsprechenden philippinischen Bambusröhrenzithern, die entweder mit einem Stab auf das Plättchen geschlagen oder mit den Fingern gezupft werden. Manchmal werden auch melodisch verwendete mehrsaitige Bambusröhrenzithern wie die philippinische kolitong nicht gezupft, sondern mit einem Stab geschlagen.
Eine yalambar besteht aus einem nach Ram Prasad Kadel (2007) typischerweise 45 Zentimeter langen Bambusrohr, dessen Durchmesser 13 bis 20 Zentimeter beträgt. Damit ist die yalambar etwas kürzer und deutlich dicker als die rund 55 Zentimeter lange chigring von Nordostindien. In der Sammlung von Angelika Hartenberger in St. Louis wird eine 73 Zentimeter lange yalambar mit 8 Zentimeter Durchmesser aufbewahrt. Beide Varianten sind in Nepal in Gebrauch. Die Länge ergibt sich durch den Abstand der Sprossknoten, hinter denen das Rohr abgesägt wird. Mit den Fruchtknoten ist das Rohr an beiden Enden geschlossen.
Zur Herstellung wird zunächst an einer Stelle der Bambusröhre in Längsrichtung mit einem Messer etwas Material abgetragen, damit eine ebene Fläche entsteht. Entlang den Rändern dieser Fläche werden nun mit der Spitze des Messers zwei schmale Streifen unterschiedlicher Breite als Saiten aus der oberen Schicht (Epidermis) der Bambusröhre herausgelöst, bevor ungefähr in der Mitte der Röhre ein ungefähr quadratisches Schallloch aus dieser Fläche herausgeschnitten wird, sodass die Saiten (choyaa) an beiden Seiten des Schalllochs entlang verlaufen. An den Enden untergeschobene Bambusstückchen sorgen für einen geringen Abstand und für die Spannung der Saiten. Durch Verschieben der Bambusstückchen lässt sich deren Tonhöhe variieren. Eine an den Enden umgewickelte Rattanfaser sorgt dafür, dass die Saiten nicht an der Röhre ausreißen. Abschließend wird ein Bambusplättchen von der Größe des Schalllochs zugeschnitten und an zwei gegenüberliegenden Stirnseiten mit Rillen versehen. Diese ermöglichen, das Plättchen über dem Schallloch zwischen den Saiten einzuklemmen.
Zusätzlich besitzt die yalambar ein kleineres seitliches Tonloch an einem Ende rechtwinklig zum Schallloch. Dieses ist so angebracht, dass der Musiker die yalambar mit einer Hand an diesem Ende halten und mit einem Finger der Hand das Tonloch verschließen kann. Beim Öffnen entsteht ein zweiter, höherer Ton der mit Zeigefinger und Daumen der anderen Hand am Bambusplättchen angezupften Saiten. Die yalambar lässt sich senkrecht oder schräg auf den Oberschenkel gestützt und waagrecht an einer Schnür um den Hals hängend spielen.

## Namensherkunft

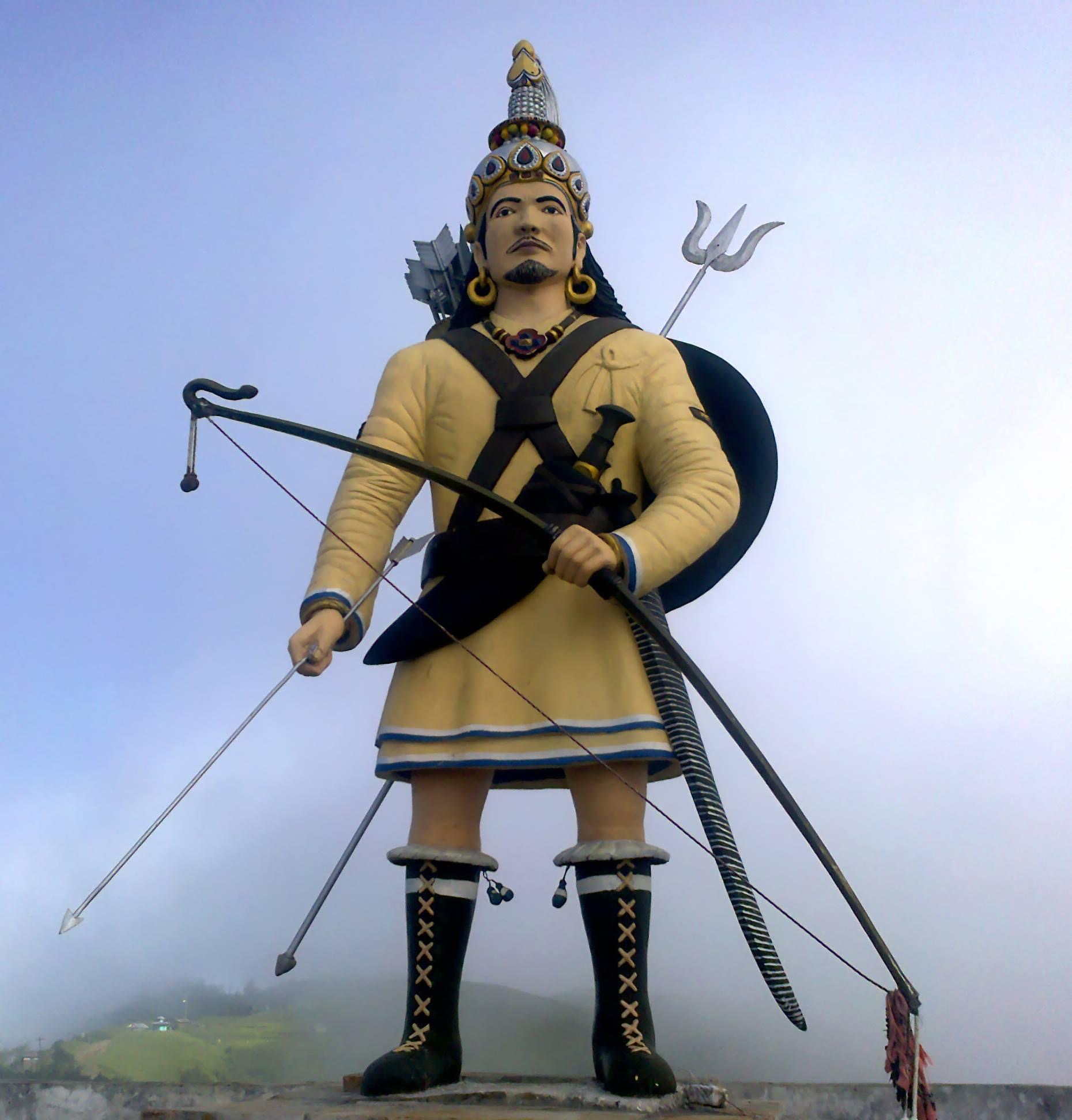
Moderne Statue des legendären ersten Königs der Kiranti, Yalambar, im ostnepalesischen Distrikt Sankhuwasabha

Außer im Osten Nepals ist die yalambar auch in den benachbarten Regionen von Sikkim, Darjeeling, Bhutan und Assam unter diesem Namen bekannt. Den Kiranti in der östlichen Himalayaregion werden die Limbu (Limbu-Sprecher), Rai, Sunuwar und andere tibetobirmanische Gruppen zugerechnet. Der Instrumentenname geht wahrscheinlich auf den mythischen König Yalambar zurück, der nach einer Legende das altindische Reich Kirata gründete und damit zum ersten Herrscher der Kiranti wurde. Yalambar wird als heldenhafter Jäger und Krieger dargestellt. Die Kirati werden im altindischen hinduistischen Epos Mahabharata als gefürchtete Räuber geschildert, die in den Bergen und Wäldern im Norden Indiens mit Pfeil und Bogen umherziehen. Die heutigen Kiranti würdigen Yalambar als ihren Urahn. Die Kiranti präsentieren sich auch als ehemalige Herrscher des Kathmandutals und führen die Gründung der Stadt Patan auf ihren ersten König zurück. Historisch lässt sich ihre Herrschaft im Kathmandutal zwischen dem 1. Jahrhundert v. Chr. und dem 2. Jahrhundert n. Chr. nachweisen.

## Spielweise
Die yalambar gehört zu den Rhythmusinstrumenten (tal-baja). Die beiden Saiten werden zwar auf unterschiedliche Tonhöhen gestimmt, aber stets zusammen angeschlagen und geraten auch durch das verbindende Plättchen zusammen in Schwingungen. Die beiden Tonstufen werden nur durch Öffnen und Schließen des Tonlochs erzeugt. Die yalambar wird mit einfachen Rhythmen, die sich aus dem stetigen gleichbleibenden Wechsel der beiden Töne ergeben, zur Liedbegleitung verwendet.
Die Limbu (als „Träger von Pfeil und Bogen“ zu übersetzen, Eigenbezeichnungen Yakthumba, Yakthung) pflegen eine Reihe von Volksliedern, die sich nach ihrer Verwendung in Liedgattungen einteilen lassen. Zu diesen gehören Wechselgesänge zwischen Jungen und Mädchen (Khyali) und verschiedene Liebeslieder zur Begleitung von langsamen (Kemba Palam Samlo) und schnellen Tänzen (Sakpa Palam Samlo). Männer und Frauen mittleren Alters singen das religiöse Lied Hakpare Samlo, das aus dem Schrifttum (Mundhum) der eigenen traditionellen Religion schöpft. Nisammang Sewa Samlo ist ein bei religiösen Zeremonien gesungenes devotionales Lied.
Als begleitende Musikinstrumente für Lieder dienen außer der yalambar die Bambusquerflöte pange mit fünf oder sechs Grifflöchern und speziell zur Begleitung hymnischer Gesänge die einsaitige, der ektara ähnliche Spießlaute tungeba (tungewaa). Ein Schlaginstrument aus Bambus ist die zeremoniell verwendete Schlaggabel phakwa ähnlich der toka in Assam mit zusätzlichen Schellen (ghungru).
Die aus sieben Musikern bestehende Gruppe Aa-Yang aus Bhutan spielt traditionelle bhutanesische Volksmusik und eigene Kompositionen mit tibetischen und nordindischen Musikinstrumenten. Zu diesen gehören die tibetische Halslaute dran-nye, die zweisaitige tibetische Röhrenspießgeige piwang, das chinesische Hackbrett yangqin, die mongolische Querflöte limbe (in Bhutan lim), die yalambar sowie aus Indien das Trommelpaar tabla und ein Harmonium. Im Jahr 2013 trat die Gruppe in Schweden auf.